# Northward
Northward é uma dupla de hard rock composta pela vocalista holandesa Floor Jansen (Nightwish, After Forever, ReVamp) e pelo guitarrista norueguês Jørn Viggo Lofstad (Pagan's Mind). Os dois criaram o projeto em 2007, escrevendo música para um álbum inteiro em 2008, mas não puderam gravá-lo devido a problemas com gravadoras e suas agendas lotadas; eles se reuniram somente em 2017 para finalmente gravar o álbum, que foi lançado em 19 de outubro de 2018 pela Nuclear Blast.
Floor afirmou que como ela e Jørn estão ocupados com suas respectivas bandas, o Northward é um projeto paralelo de estúdio e não uma banda de fato, e que eles não se apresentariam ao vivo.

## História

### Criação (2007-2008)
No festival ProgPower USA de 2007, no qual Floor se apresentou com sua então banda After Forever e Jørn com o Pagan's Mind, o festival foi encerrado com um "All Star Jam" apresentando membros das bandas que haviam se apresentado no festival, incluindo Floor e Jørn. Naquela época, Floor teve a ideia de tirar um ano de folga em 2008 para poder trabalhar na composição de um álbum de heavy metal, após passar os dez anos anteriores fazendo metal progressivo. Impressionada com Jørn no ProgPower, ela lhe ofereceu a oportunidade de atuarem no projeto juntos, e os dois escreveram música para um álbum inteiro.
Floor e Jørn conceberam uma formação em 2008 e gravaram a bateria para o álbum, mas, quando estavam prestes a assinar com uma gravadora, o After Forever se separou (embora o fim da banda só se tornasse público em fevereiro de 2009), e como resultado, o contrato de gravação de da dupla foi cancelado. Precisando de uma nova banda principal, Floor decidiu suspender o projeto paralelo para se concentrar em uma nova banda em tempo integral, que no caso seria o ReVamp.

### Tentativas fracassadas de reunião (2008-2016)
Os dois tentaram se reunir durante os anos seguintes, mas as dificuldades da parte de Floor tornaram isso impossível: primeiro, ela sofreu problemas de saúde em 2011 e um esgotamento severo que a forçou a parar de trabalhar e ensinar, e cancelar o resto da turnê do ReVamp, impossibilitando também excursionar com Jørn após a turnê; então, depois de se recuperar em 2012, ela foi convidada pelo Nightwish para atuar como vocalista da turnê, antes de se tornar uma integrante oficial no ano seguinte. Como resultado, a agenda de Floor ficou muito ocupada e colocou o Northward em espera mais uma vez, pois ela estava concentrando suas atividades paralelas em manter o ReVamp ativo.

### Anos de gravação (2016- atualmente)
Em 2016, o ReVamp acabou após os membros concordarem que seria melhor para todos eles se concentrarem em seus respectivos projetos em vez de esperar que Floor tivesse um tempo livre do Nightwish. Isso finalmente deu a ela a oportunidade de reunir o Northward, já que o Nightwish tiraria um ano de folga em 2017; sua gravidez tornou a gravação incerta mais uma vez, mas os dois conseguiram finalmente completar o álbum antes de Floor retomar a turnê com o Nightwish em março de 2018.
A banda de apoio do álbum consiste no baixista Morty Black da TNT, nos bateristas Jango Nilsen e Stian Kristoffersen, e no tecladista Ronny Tegner, sendo os dois últimos também membros do Pagan's Mind. O álbum foi mixado e masterizado pelo produtor do Volbeat, Jacob Hansen. Ele traz um dueto entre Jansen e sua irmã Irene na música "Drifting Islands".

## Recepção
A estreia autointitulada do Northward recebeu críticas positivas. Devils Gate Media elogiou a variedade no canto de Floor e o trabalho de guitarra de Jørn. O blogueiro Man of Much Metal avaliou o álbum em 8,5/10, afirmando que "embora esse tipo de rock não seja meu costume, não posso negar que este é um álbum muito marcante com muitos aspectos positivos que garantem que eu aproveite a experiência de ouvi-lo. " O álbum foi escolhido pelos ouvintes como o melhor álbum do ano na Sound Opinions da Chicago Public Radio.

## Membros
- Floor Jansen - vocais
- Jørn Viggo Lofstad - guitarras

### Músicos convidados[12]
- Morty Black - baixo
- Jango Nilsen - bateria
- Stian Kristoffersen - bateria
- Irene Jansen - vocais em "Drifting Islands"
- Ronny Tegner - teclados

## Discografia
- Northward (2018)[2]

## Videoclipes
- "While Love Died" (2018)[13]
- "Get What You Give" (2018)[14]
- "Storm in a Glass" (2018)[15]